# Regine Rist
Regine Rist (* 1970 in Aalen) ist eine deutsche Kommunalpolitikerin (Freie Wähler). Sie ist seit 2023 Bürgermeisterin von Tettnang.

## Leben
Rist wuchs im Aalener Stadtbezirk Waldhausen auf. Sie ist Diplom-Verwaltungswirtin. Von 1993 bis 2020 war sie bei der Stadt Bad Waldsee beschäftigt. Sie war dort Abteilungsleiterin des Sozialamts, später auch des Bürgerbüros, arbeitete im Ordnungsamt und übernahm 2011 die Stabstelle Wirtschaftsförderung. 2013 wurde sie Geschäftsführerin der Stadtwerke Bad Waldsee GmbH, 2015 übernahm sie die Zentrale Steuerung und Beteiligungsverwaltung. Von 2020 bis 2021 war Rist Ortsvorsteherin des Ravensburger Ortschaft Schmalegg. Von 2021 bis zu ihrem Amtsantritt als Bürgermeisterin war sie Ortsvorsteherin des Ravensburger Ortschaft Taldorf.
Beim ersten Wahlgang der Bürgermeisterwahl in Tettnang am 12. März 2023 erhielt Rist 42,4 Prozent der Stimmen. Bei der Neuwahl am 2. April 2023 wurde sie schließlich mit 62,2 Prozent der Stimmen zur Bürgermeisterin gewählt. Sie folgte Bruno Walter nach und trat das Amt am 1. Juni 2023 an.
Rist ist verheiratet, hat zwei Kinder und lebt im Bad Waldseer Stadtteil Haisterkirch.